# Potamonautes mutandensis
Potamonautes mutandensis é uma espécie de crustáceo da família Potamonautidae.
Pode ser encontrada nos seguintes países: Ruanda e Uganda.
Os seus habitats naturais são: lagos de água doce.